# Attendorf
Attendorf là một đô thị thuộc huyện Graz-Umgebung bang Steiermark, nước Áo. Đô thị Attendorf có diện tích 15,66 km², dân số thời điểm cuối năm 2005 là 1727 người.